# 크리스토프 레트코브스키

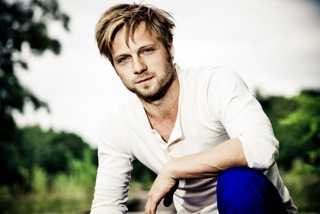

크리스토프 레트코브스키(Christoph Letkowski, 1982년 6월 16일 ~ )는 독일의 음악가, 연극 배우, 영화배우, 가수이다.
할레에서 태어났다.

## 영화
- 래시 컴 홈 (2020년) - 힌츠 역
- 시스터스 아파트 (2020년)
- 유어 웰컴 (2017년)
- 포 핸즈 (2017년)
- 다시 사랑할 수 있을까 (2015년)
- 비네토우스 선 (2015년)
- 300 월트 도이치 (2013년)
- 웻랜드 (2013년) - 로빈 역